# Sanny Monteiro
Sanny Monteiro (Rotterdam, 11 december 1989) is een Nederlands voormalig profvoetballer van Kaapverdiaanse afkomst die als verdediger speelde.
Monteiro voetbalde in zijn jeugd in Rotterdam Sparta AV, SC Feyenoord, RKSV Leonidas en Jong Feyenoord / Excelsior als contractspeler bij SBV Excelsior. Later speelde hij een seizoen voor RKSV Leonidas en VV Zwaluwen, alvorens hij naar Willem II vertrok. De Tilburgers haalden hem voor het beloftenelftal, waarmee de club in 2011 weer van start ging nadat het team een seizoen afwezig was geweest. In de voorbereiding op het seizoen 2012-2013 maakte hij al een aantal keer zijn opwachting in het eerste team. Vanwege blessures en schorsingen (van Haastrup, Van der Rijt en Van Buuren) nam trainer Jurgen Streppel de rechtsback op in de selectie voor de uitwedstrijd tegen Feyenoord (3-0 nederlaag). In die wedstrijd maakte hij zijn debuut in de Eredivisie toen hij na 71 minuten in het veld kwam voor aanvoerder Hans Mulder. In januari 2015 verliet hij FC Oss, waar hij dat seizoen op amateurbasis speelde en kwam zijn profloopbaan ten einde.. Daarna kwam Monteiro uit voor VV Zwaluwen en Kozakken Boys. In 2018 tekende Monteiro een contract bij V.V. IJsselmeervogels, dat hem na de zomer van 2019 overneemt.